# 倫根費爾德的海莉卡
倫根費爾德的海莉卡（德語：Heilika von Lengenfeld，約1103年—1170年9月14日），佩滕多夫伯爵腓特烈三世（Friedrich III.）的女兒，母親是士瓦本公爵腓特烈一世的女兒海莉卡（Heilika von Schwaben）。

## 早年生活和婚姻
海莉卡是匈牙利國王安德魯二世和梅拉尼亞的格特魯德的女兒。她母親的姐姐是安德克斯的海德薇，西里西亞公爵海因里希一世的妻子。她的祖先包括許多著名的歐洲皇室人物，可以追溯到基輔羅斯的弗拉基米爾大帝。

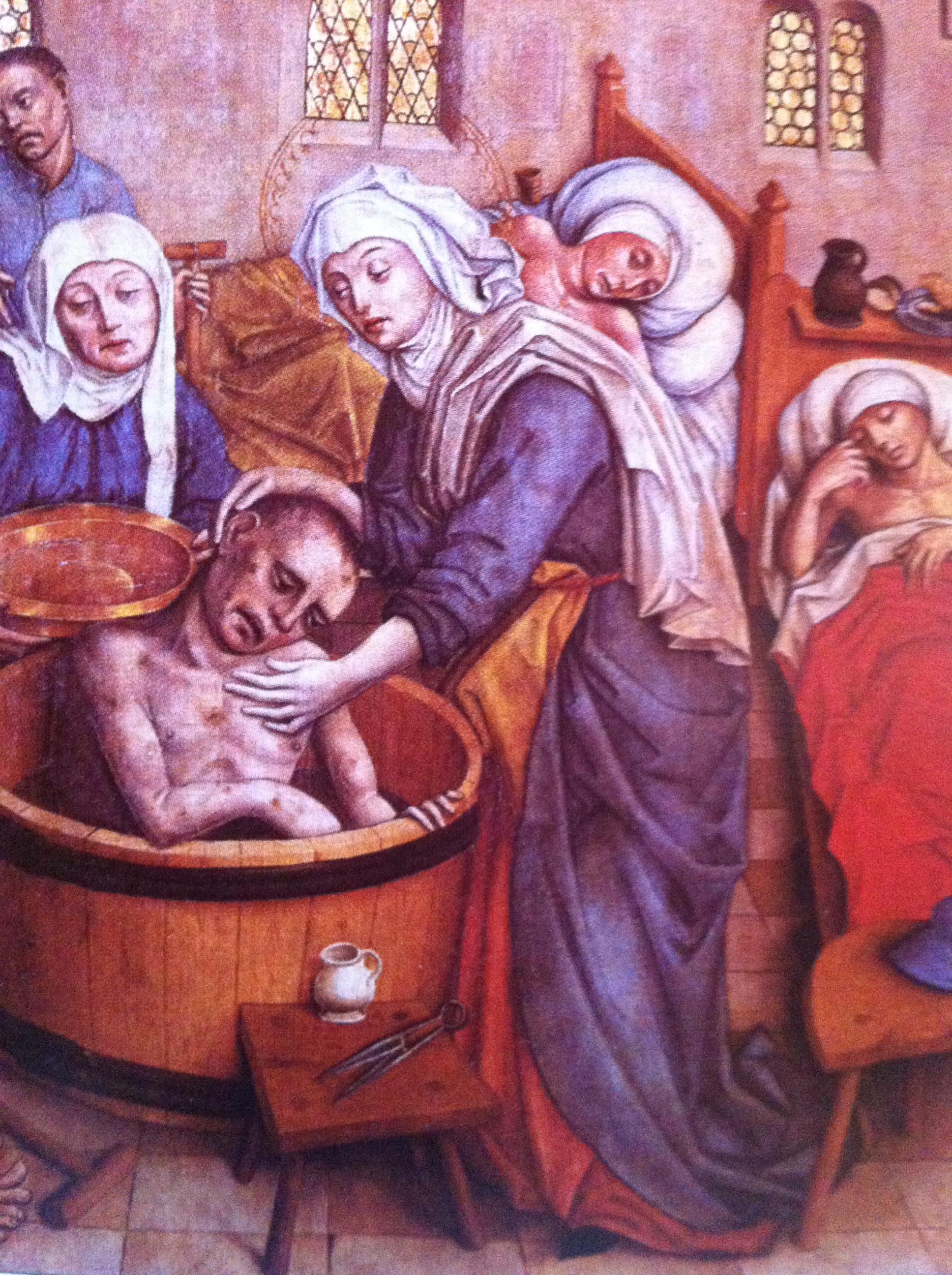
海莉卡為病人洗澡——15世紀卡薩聖伊麗莎白大教堂主祭壇上的場景

根據傳統，她於1207年7月7日出生在匈牙利，可能在Sárospatak城堡。然而，1497年由匈牙利教會官員方濟各會修道院Osvaldus de Lasco印製的佈道是第一個具體命名的來源Sárospatak作為伊麗莎白的出生地，可能建立在當地傳統之上。奧斯瓦爾杜斯還將玫瑰的奇蹟轉化為伊麗莎白在薩羅斯帕塔克的童年，並讓她在五歲時離開匈牙利。
根據不同的傳統，她出生在匈牙利的波茲尼（今斯洛伐克的布拉迪斯拉發），在那裡她住在波索尼姆城堡直到四歲。伊麗莎白被帶到德國中部圖林根統治者的宮廷，與圖林根領主路易四世（也稱為路德維希四世）訂婚，這個未來的聯盟將加强两個家族之間的政治聯盟。她由圖林根宮廷撫養長大，熟悉當地語言和文化。
1221年，14歲的伊麗莎白嫁給了路易；同年他即位為郡主，婚姻似乎很幸福。

### 宗教傾向、影響
1223年，方濟各會修道士到來，十幾歲的海莉卡不僅了解了阿西西的方濟各的理想，而且開始實踐它們。路易斯並沒有因為妻子的慈善努力而心煩意亂，他相信將他的財富分配給窮人會帶來永恆的回報；他在圖林根州被尊為聖人，儘管他從未被教會封為聖徒。
也是在這個時候，牧師和後來的調查官康拉德·馮·馬爾堡被任命為伊麗莎白的懺悔者，對他產生了相當大的影響。 1226年春天，當洪水、飢荒和瘟疫在圖林根州造成嚴重破壞時，神聖羅馬帝國皇帝腓特烈二世的堅定支持者路易斯代表腓特烈二世出席在克雷莫納舉行的帝國議會。

伊麗莎白掌管了家中的事務，並在他們的領土上分發施捨，甚至將國袍和裝飾品贈送給窮人。

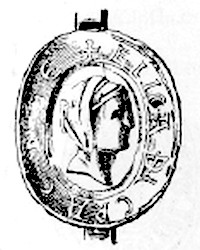

## 家庭
1116年，海莉卡和維特爾斯巴赫伯爵奧托四世結婚，兩人共有4子1女：
1. 奧托一世（1117年—1183年）
2. 海德薇希（約1117年—1174年）
3. 康拉德（英语：Conrad of Wittelsbach）（1120年—1200年）
4. 腓特烈（德语：Friedrich II. von Wittelsbach）（約1120年—1198年）
5. 奧托七世（德语：Otto VII. (Pfalzgraf von Bayern)）（？年—1189年）

1. ↑  Wolf, Kenneth Baxter. . . Oxford University Press. 2010-12-24: 43–80.
2. ↑  . . Peter Lang.
3. ↑  . . Peter Lang.
4. ↑  Foley, Leonard; McCloskey, Patrick. .  6th rev. ed. Cincinnati, Ohio: St. Anthony Messenger Press https://www.worldcat.org/oclc/318672837. 2009. ISBN 978-0-86716-887-7. OCLC 318672837. 缺少或|title=为空 (帮助)